# Chrysochlamys eclipes
Chrysochlamys eclipes là một loài thực vật có hoa trong họ Bứa. Loài này được L.O.Williams mô tả khoa học đầu tiên năm 1959.